# Berthold Boeß
Berthold Boeß (auch Berthold Boess, * 9. November 1877 in Karlsruhe; † 13. Dezember 1957 in Weimar) war ein deutscher Bildhauer und Porzellanbildner.

## Leben
Boeß besuchte von 1893 bis 1901 die Kunstgewerbeschule in Karlsruhe, später war er Schüler des Bildhauers Fridolin Dietsche. Er übersiedelte 1913 nach Weimar und heiratete dort 1918 die Schriftstellerin Julie Kniese.  Von 1913 bis 1934 entwarf er als freier Mitarbeiter für Rosenthal zahlreiche Figuren im Stil des Orientalismus, des Jugendstils und später des Art déco, welche die Porzellanmanufaktur handwerklich umsetzte und vertrieb. Seine bevorzugten Motive waren Tänzerinnen, die er gerne stehend, sitzend, kniend, vornübergebeugt oder in verschiedenen Tanzschritten formte. In vielen Fällen ist der Oberkörper dieser schlanken, grazilen und überlängt wirkenden Frauengestalten nackt. Varianten ergeben sich in der Färbung der Hüfttücher, die er in dunkelblauer oder goldener Farbe gestaltete. Auffallend sind die oftmals großen Füße seiner Entwürfe.

## Werke (Auswahl)
- Ionische Tänzerin, 1913
- Kind mit Maus (Der Schreck), 1913
- Nach dem Bade, 1913
- Nubische Tänzerin, 1914; ein Exemplar befindet sich im Bestand des Germanischen Nationalmuseums, Nürnberg.[1]
- Mondtanz, 1923
- Der kleine Vogel, zwischen 1928 und 1933

Zu Boeß’ anderen Werken zählen Bildnisbüsten, Brunnen und Grabdenkmäler, so auf dem Ehrenfriedhof von Weimar. 1931 stellte er unter anderem eine Kopie des  Weimarer Löwenbrunnens her.